# Najin (socken i Kina, Tibet, lat 29,66, long 91,19)
Najin (kinesiska: 纳金, 纳金乡) är en socken i Kina. Den ligger i den autonoma regionen Tibet, i den sydvästra delen av landet, nära eller i regionhuvudstaden Lhasa. Antalet invånare är 29 575. Befolkningen består av 10 806 kvinnor och 18 769 män. Barn under 15 år utgör 7,0 %, vuxna 15-64 år 90 %, och äldre över 65 år 2,0 %.
Genomsnittlig årsnederbörd är 847 millimeter. Den regnigaste månaden är juli, med i genomsnitt 258 mm nederbörd, och den torraste är december, med 2 mm nederbörd.